# Glory Daze
Glory Daze  (tipograficamente estilizado como  GLΩRY DAZΣ, no Brasil e no SBT, Dias de Glória) foi uma série de televisão americana de Comédia Dramática. A série conta a história de um grupo de calouros que pleiteiam a entrada em uma fraternidade nos anos 1980. Estreou em 16 de Novembro de 2010 no canal americano TBS e no Brasil é transmitido pelo Sony Spin.
Na TV Aberta, a série foi exibida pelo SBT, no TeleSeriados, às segundas, às 3h15 da madrugada, substituindo a exibição de Lances da Vida e sendo sucedida por Filha Adolescente, Mãe Desesperada.

## Enredo
A Série se passa no ano de 1986 no estado de Indiana e mostra um grupo de calouros e suas aventuras no  primeiro ano de faculdade na Hayes University. Os quatro jovens lidam com o começo de uma nova etapa e a preparação para o que está por vir nos anos de faculdade.

## Elenco e Personagens

### Elenco principal
- Kelly Blatz como Joel Harrington - Joel é o protagonista da série. Ele é um estudante de medicina muito dedicado aos estudos. No começo da série ele relutou em entrar na fraternidade Omega Sigma pois sabia que isto desapontaria seu pai. Depois ele decide ingressar na fraternidade encorajado por seus amigos. Tem uma queda por Christie, namorada de Damon.

- Matt Bush como Eli Feldman - Eli é o mais sem-noção do grupo. Entra na faculdade doido para perder sua virgindade, pois não se da bem com as mulheres.

- Hartley Sawyer como Brian Sommers - Brian é o atleta do grupo. Foi aceito da Universidade por causa de uma bolsa de estudos de baseball. Ele está disposto a fazer qualquer coisa para ajudar seus amigos e tem um grande conhecimento de informações aparentemente aleatórias.

- Drew Seeley como Jason Wilson - Jason é o mais rico do grupo. É um republicano e tem vontade de ingressar na política no futuro. Ele, antes de ingressar na Omega Sigma, queria ir para outra fraternidade, a Zheta Rho, que foi frequentada pelo seu pai, e que tem fama de formar futuros políticos, mas Jason decide entrar na Omega Sigma com os amigos.

- Callard Harris como Mike Reno - Reno é um veterano na Omega Sigma. Ele tem uma atitude muito descontraída e está sempre pronto a orientar os calouros sobre a loucura da vida universitária.

- Julianna Guill como Christie DeWitt - Christie é estudante da Hayes University e é namorada de Damon. Ela é sempre muito doce e gentil, especialmente com Joel, o que desperta a paixão do rapaz. No episódio "Hit Me with Your Test Shot" ela descobre que Joel gosta dela, mas ela decide continuar sendo apenas amiga dele.

- Tim Jo como Alex Chang - Alex é o colega de quarto de Eli. É asiático e decide entrar na fraternidade de sua etnia. Na fraternidade dos asiáticos nada é o que parece ser e, sem ninguém saber, eles dão festas muito animadas.

- James Earl como Tom "Turbo" Turley - Turbo é outro veterano na fraternidade Omega Sigma. Ele é afro-americano e gosta de hip hop. É muito gentil com os calouros, mas está sempre pronto para pegar no pé deles por causa de sua forte dedicação à fraternidade.

- Josh Brener como Zack Miller - Zack é o colega de quarto de Joel. Ele é muito incômodo e faz com que as pessoas ao redor dele se sintam muito desconfortáveis.

- Chris D’Elia como Stankowski - William Xavier Stankowski é um veterano na fraternidade Omega Sigma.  is an upperclassman at the Omega Sigma fraternity. Ele é conhecido por ser muito sábio e prestativo. Não se sabe muito sobre ele a não ser que ele está na fraternidade desde 1976 e que ele fuma maconha.

- Tim Meadows como Professor Aloysius Haines - É o professor de Ciência política de Joel e Christie. Ele passou por um divórcio difícil com sua esposa e frequentemente expressa seus problemas pessoas e suas opiniões políticas para sua classe. Joel parece só ver seu lado ruim, embora haja vezes em que Haines percebe que Joel sempre dá o melhor de si para agradá-lo. Ele também é o orientador acadêmico da Omega Sigma.

### Elenco Secundário
- Eric Nenninger como Damon Smythe - Damon é o líder da fraternidade Omega Sigma. Ele é a pessoa mais responsável na casa e não tem ideia dos sentimentos de Joel pela sua namorada Christie.

- David Guzman como Hector - Hector é um anão mexicano que vive na casa da fraternidade.

- Natalie Dreyfuss como Julie - Julie é a namorada de Jason. Ela foi aceita na Universidade de Yale, mas escolhe ficar na Hayes para ficar com Jason. Ela às vezes questiona sua decisão devido às besteiras que Jason faz em várias ocasiões.

- Teri Polo como Professora Larsen - Professora Larsen é uma professora de inglês na universidade. Depois de conhecer Mike Reno na mercearia, Reno parece ter a impressão de que o jeito de durona de Larsen é apenas uma fachada para esconder sua personalidade inteligente e atraente.

- Alexandra Chando como Annabelle - Annabelle é a namorada de Brian. Eles se conheceram em uma festa com a fraternidade feminina Kappa Theta. Primeiramente ela não gosta do jeito dos atletas (Brian é um atleta), mas rapidamente muda de ideia depois de conhecê-lo melhor. Mais tarde é revelado que Annabelle e Brian romperam depois de ela se juntar a uma seita.

- Kim Shaw como Tammy - Tammy é a filha de uma das amigas da mãe de Joel. Desde pequena ela é apaixonada por Joel.

## Atores/Atrizes convidados
- Brad Garrett como Jerry Harrington, Pai de Joel
- Cheri Oteri como Mãe de Joel
- John Michael Higgins como Irmão Jerrold
- David Koechner como Treinador de baseball de Brian
- D. L. Hughley como Coach Franklin, outro treinador de baseball de Brian
- Justin Chon como Irmão da fraternidade asiática
- Kevin Nealon como Marcus, falsificador de identidades
- Andy Richter como Padre da Universidade Hayes
- Curtis Armstrong como Morty Feldman, Pai de Eli
- Reginald VelJohnson como Stan Turley, Pai de Turbo
- Geoff Pierson como Col. Smythe, Pai de Damon
- Barry Bostwick como Mr. Wilson, Pai de Jason
- Ken Lerner como Rabbi Shapiro
- Michael McKean como Stu, Jardineiro da Universidade Hayes
- Fred Willard como Médico do Hospital Universitário
- Mindy Sterling como Moça da bilheteria do cinema
- Gina Gershon como Lt. Lang, Professora do curso de R.O.T.C
- Tasha Smith como Lea, Ex-esposa do Professor Haines
- Kathryn Fiore como Janie, A mulher com quem Eli quase a virgindade

## Episódios
| #  | Título                             | Dirigido por     | Escrito por                                                          | Data original de exibição | Produção code | Espectadores (EUA) (milhões) |
| -- | ---------------------------------- | ---------------- | -------------------------------------------------------------------- | ------------------------- | ------------- | ---------------------------- |
| 1  | "Pilot"                            | Walt Becker      | Walt Becker & Michael LeSieur                                        | 16 de novembro de 2010    | 2M5550        | 1.828                        |
| 2  | "Fake Me Home Tonight"             | Walt Becker      | Walt Becker & Michael LeSieur                                        | 23 de novembro de 2010    | 2M5551        | 1.312                        |
| 3  | "Hungry Like Teen Wolf"            | Lev L. Spiro     | Chad Fiveash & James Stoteraux                                       | 30 de novembro de 2010    | 2M5552        | 1.223                        |
| 4  | "Papa Don't Pre-Game"              | Walt Becker      | Dan Cohen & F.J. Pratt                                               | 7 de dezembro de 2010     | 2M5554        | 1.487                        |
| 5  | "Why Shant This Be Love"           | Robert Berlinger | Michael Platt & Barry Safchik                                        | 14 de dezembro de 2010    | 2M5553        | 1.131                        |
| 6  | "I Ram (So Far Away)"              | Gil Junger       | Abby Gewanter                                                        | 21 de dezembro de 2010    | 2M5555        | 1.115                        |
| 7  | "What’s Love Got to Nude With It?" | Gil Junger       | Grace Parra & Jonathan V. Hludzinski                                 | 28 de dezembro de 2010    | 2M5556        | N/A                          |
| 8  | "Shamrock You Like a Hurricane"    | Jerry Levine     | Chad Fiveash & James Stoteraux                                       | 4 de janeiro de 2011      | 2M5557        | N/A                          |
| 9  | "Hit Me With Your Test Shot"       | Betsy Thomas     | Story por: Abby Gewanter Teleplay por: Michael Platt & Barry Safchik | 11 de janeiro de 2011     | 2M5558        | 1.113                        |
| 10 | "Some Like It Hot Tub"             | Gil Junger       | Story por: Dan Cohen & F.J. Pratt Teleplay por: Michael LeSieur      | 18 de janeiro de 2011     | 2M5559        | 1.053                        |

## Desenvolvimento e Produção
O episódio piloto foi escrito por Walt Becker e Michael LeSieur, que receberam da TBS uma lista pré-definida do elenco do piloto no final de janeiro de 2010. Em 14 de Maio, 2010, a TBS anunciou que tinha encomendado 8 episódios da série. A encomenda foi aumentada para dez episódios no início de novembro de 2010, uma semana antes da estréia da série.

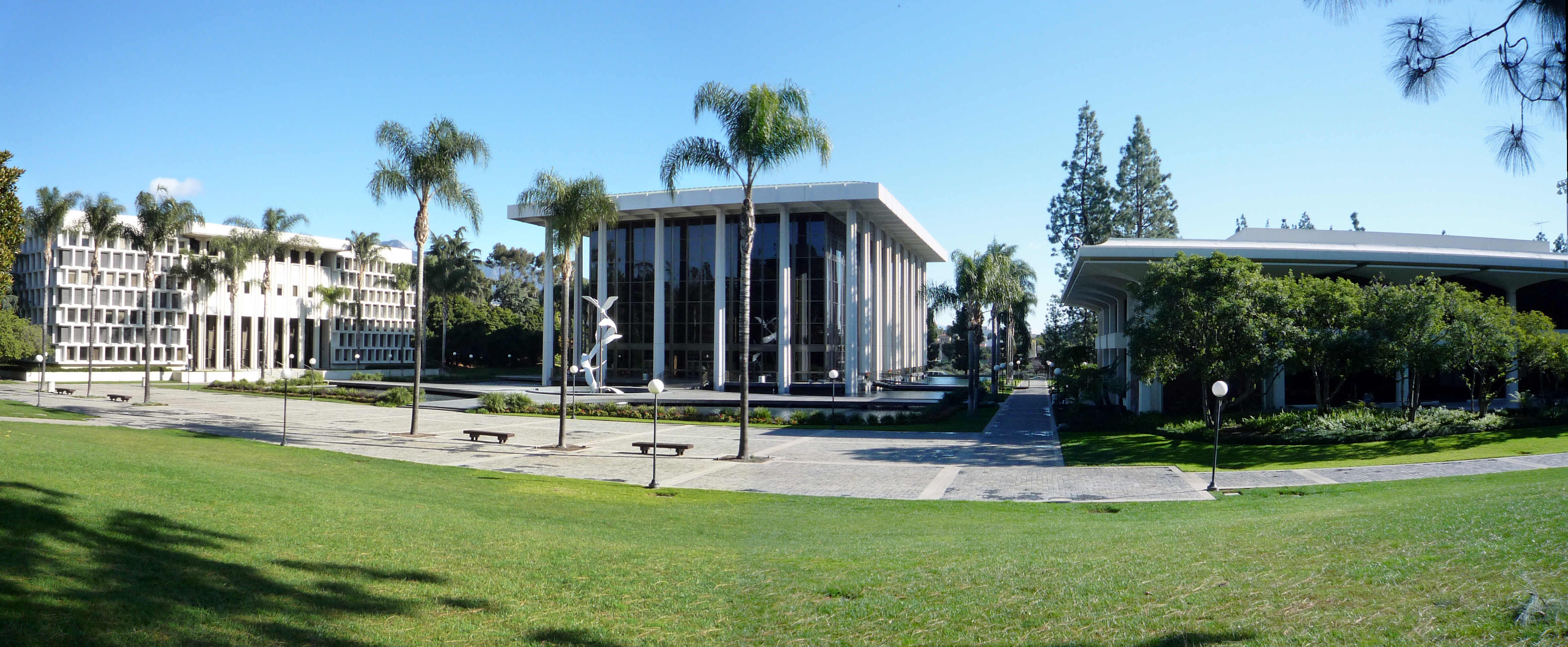
O Ambassador Auditorium e edifícios perto das filmagens de Glory Daze.

Quando falava sobre a série, Michael Wright, o vice-presidente executivo e o chefe da programação da TBS, TNT, e Turner Classic Movies disse: "Glory Daze é muito bem escrita, uma comédia para rir muito com um talentoso elenco, incluindo o veterano dos quadrinhos Tim Meadows. É o momento certo para sentir-se bem, engraçado, e encarar a vida da faculdade nos anos 80".
Glory Daze é filmado na USC Mudd Hall de Filosofia e nos campus da UCLA e o da ex-Faculdade de Embaixadores em Pasadena, na Califórnia.
A música tema da série, "Police on My Back", é interpretada pela banda The Clash.

## Recepção da crítica
Glory Daze teve recepção mista por parte da crítica especializada. Com base de 18 avaliações profissionais, alcançou uma pontuação de 47% no Metacritic. Por votos dos usuários do site, atinge uma nota de 6.8, usada para avaliar a recepção do público.